# Tsunâmi no Brasil em 1755
O tsunâmi no Brasil em 1755 foi uma catástrofe natural ocorrida no nordeste do litoral brasileiro, em 1º de novembro de 1755. O desastre teve caráter sísmico e originou-se a partir do sismo de Lisboa. A onda destruiu de forma parcial a costa nordeste do Brasil, tendo sido registrada a partir de relatos gráficos e orais.

## Registros e danos
Segundo a Rede Sismográfica Brasileira, o evento destruiu "habitações modestas" e "desapareceu com duas pessoas" no Brasil. Quatro cartas escritas à época, e que atualmente encontram-se no Arquivo Histórico Ultramarino de Lisboa, comprovam o evento, sendo elas escritas pelo então arcebispo da Bahia, pelos governadores de Pernambuco e da Paraíba e por um militar.
Uma outra comprovação do evento que foi encontrada por pesquisadores brasileiros e portugueses foi vestígios de microanimais e de elementos químicos que só poderiam ter sido trazidos a determinadas praias brasileiras por grandes ondas. O primeiro passo foi fazer uma simulação matemática de como teria sido o tsunâmi. Baseado nessa simulação, os pesquisadores foram a campo. Na praia de Pontinhas, na Paraíba, eles identificaram uma camada de areia grossa que teria vestígios do fenômeno.